# 莲花镇 (舞阳县)
莲花镇，是中华人民共和国河南省漯河市舞阳县下辖的一个乡镇级行政单位。

## 行政区划
莲花镇下辖以下地区：
拐子王村、半李村、闫湾村、韩寨村、王寨村、三关庙村、长村赵村、马湾村、白庄村、玉皇庙村、沈庄村、刘益庄村、吴李村、天边杨村、小赵村、大赵村、史渡口村、弯庄村、杨桂庄村、李湾村、于庄村、兴国周村、朱寺村、包庄村、郭庄村、李寨村和薛寨村。